# Миколаївка (Вовчанська міська громада)
Миколаївка (до 2016 року — Жовтне́ве Друге) — село в Україні, у Вовчанській міській громаді Чугуївського району Харківської області. За переписом 2001 року населення становило 247 осіб. До 2020 орган місцевого самоврядування — Варварівська сільська рада, до якої входили також Варварівка та Хрипуни.

## Географія
Село Миколаївка розташоване на правому березі річки Вовча, на протилежному березі якої розташоване село Варварівка, за 3 км — колишнє село Деревенське. Село перетинає балка Трембачів Яр, по якій протікає пересихаючий струмок.

## Історія
Село засновано у 1703 році. Попередня назва - Решетилівка. 
Село постраждало внаслідок геноциду українського народу, проведеного урядом СРСР в 1932—1933 роках, кількість встановлених жертв у Миколаївці (тоді — Жовтневому Другому) та Варварівці —327 людей.
2016 року село Жовтневе Друге перейменовано на Миколаївку.
12 червня 2020 року, відповідно до Розпорядження Кабінету Міністрів України  № 725-р «Про визначення адміністративних центрів та затвердження територій територіальних громад Харківської області», увійшло до складу Вовчанської міської громади.
19 липня 2020 року, в результаті адміністративно-територіальної реформи та ліквідації Вовчанського району, село увійшло до складу Чугуївського району.

## Економіка
- приватне сільськогосподарське підприємство «Нива».
- Фермерське господарство Гончарова Володимира Івановича.
- Вовчанський хлібокомбінат № 2.

## Об'єкти соціальної сфери
- Школа.
- Амбулаторія загальної практики-сімейної медицини с. Миколаївка (вул. Поштова, 68-А).
- Будинок культури.

## Відомі люди
- Фаворов Олексій Михайлович — вчений у галузі рослинництва, член-кореспондент АН УРСР.